# Overissel

Localização da província de Overissel nos Países Baixos.

Bandeira da província de Overissel

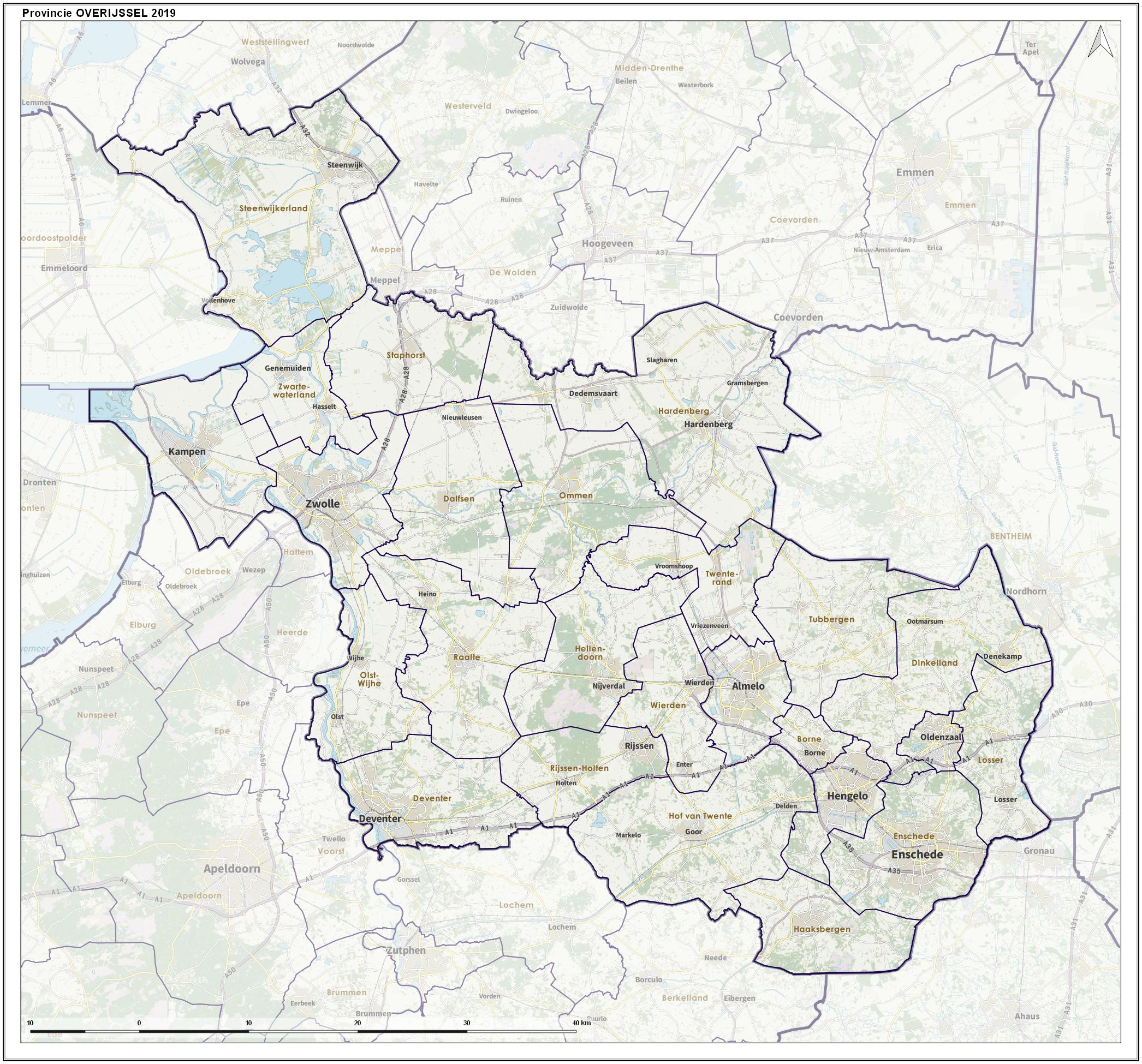
Overissel

Overissel (Overijssel, em neerlandês; Oaveriessel, em baixo-saxão neerlandês) é uma província dos Países Baixos na porção central do leste do país. Sua capital é Zwolle e a maior cidade é Enschede. A população de Overissel é de 1 162 215 habitantes (Nov 2019).

## Etimologia e uso
O nome da província significa "terras além o rio Issel". Para a etimologia de "Issel", ver o artigo correspondente. A forma adotada oficialmente em português pela União Europeia para a província é "Overissel".

## História
Nos primórdios de sua história, Overissel era conhecida como Oversticht e incluía grande parte da moderna Drente. Em 1336, tornou-se parte da Guéldria, mas foi cedida ao Bispado de Utreque em 1347 e passou a ser conhecida como het Sticht. Os bispos cederam-na ao Imperador Carlos V em 1528, que se intitulou "Senhor de Overissel", dando à província o seu nome moderno. O povo uniu-se a outros neerlandeses e revoltou-se contra o herdeiro de Carlos, Filipe II.
Após uma breve ocupação pelas forças do Bispo de Münster (1672–74), Overissel recebeu uma nova forma de governo que entregava mais poderes aos Stadthouders. A resistência generalizada contra o maior poder levou à formação da República Batava em 1795. Um governo centralizador emergiu e os Países Baixos foram organizados em departamentos, modelo emprestado da França revolucionária. Overissel tornou-se um departamento, sendo posteriormente fundido com Drente em 1798 para formar Ouden IJssel, que foi renomeado Overissel em 1801.
Os franceses anexaram a República Batava em 1810 e Overissel tornou-se o novo departamento francês de Bouches de l'Yssel. Com a derrota de Napoleão em 1814, o Reino dos Países Baixos e antiga província de Overissel foram recriados. A província foi ocupada por um breve período pela Alemanha Nazista durante a Segunda Guerra Mundial, de maio de 1940 até a sua liberação em abril de 1945.

## Geografia
Overissel limita com a Alemanha a leste, com a região de Achterhoek na Guéldria ao sul, com a região de Veluwe na Guéldria e na Flevolândia a oeste, e com a Frísia e os antigos pântanos de Drente ao norte. A província compõe-se de três regiões: Kop van Overijssel no noroeste, Salland no centro e Twente no leste. Ademais da capital Zwolle, as principais cidades são Almelo, Deventer, Enschede e Hengelo.
No sudeste, a superfície da província é arenosa, cortada por pequenos rios como o Regge e o Dinkel, e por riachos. No noroeste, a predominam sedimentos do Overijsselse Vecht e argila. A parte setentrional já foi recoberta por pântanos, que separavam o sul, com terras mais secas e aráveis, de Drente. O extremo noroeste apresenta um sistema de lagos formados pela antiga mineração de turfa, o Weerribben.
O ponto culminante de Overissel é o cume do Tankenberg, um morro no município de Losser, com 89 m. O ponto mais baixo é o Mastenbroek Polder, próximo a Kampen, com 2 m abaixo do nível do mar.

### Municípios
| 1. Almelo 2. Borne 3. Dalfsen 4. Dinkelland 5. Deventer 6. Enschede 7. Haaksbergen 8. Hardenberg 9. Hellendoorn |  | 1. Hengelo 2. Hof van Twente 3. Kampen 4. Losser 5. Oldenzaal 6. Olst-Wijhe 7. Ommen 8. Raalte |  | 1. Rijssen-Holten 2. Staphorst 3. Steenwijkerland 4. Tubbergen 5. Twenterand 6. Wierden 7. Zwartewaterland 8. Zwolle |

### Cidades
- Almelo
- Archem
- Arriën
- Arriërveld
- Beerze
- Beerzerveld
- Besthmen
- Borne
- Breklenkamp
- Dalmsholte
- Deurningen
- Deventer
- Dulder
- Eerde
- Enschede
- Fleringen
- Gammelke
- Geesteren
- Giethmen
- Giethoorn
- Groot Agelo
- Harbrinkhoek
- Hertme
- Hezingen
- Junne
- Klein Agelo
- Langeveen
- Lattrop
- Lemele
- Lemselo
- Mander
- Manderveen
- Mariaparochie
- Noord Deurningen
- Nutter
- Oldenzaal
- Ommerschans
- Ootmarsum
- Oud Ootmarsum
- Reutum
- Rossum
- Saasveld
- Stegeren
- Stegerveld
- Tilligte
- Varsen
- Vasse
- Vinkenbuurt
- Volthe
- Weerselo
- Witharen
- Zeesse
- Zenderen
- Zwolle